# Блут, Ави
А́ви Блут (ивр. אבי בלוט‎; полное имя: Авраа́м Ааро́н Блут, ивр. אברהם אהרן בלוט‎; род. 12 сентября 1974, Иерусалим, Израиль) — генерал-майор Армии обороны Израиля, нынешний Командующий Центральным военным округом (с июля 2024 года).

## Биография

### Семья и ранние годы
Ави Блут родился 12 сентября 1974 года в Иерусалиме в семье Эфраима и Шошаны Блут (англ. Bluth), репатриантов из США, уроженцев Нью-Йорка, приехавших в Израиль в 1971 году по сионистским соображениям вскоре после своей свадьбы и придерживавшихся религиозно-сионистского образа жизни.
Отец, Эфраим, работал в «Еврейском агентстве», где занимался вопросами интеграции репатриантов, а затем занимался сбором пожертвований для иешивы в Элон-Море. Мать, Шошана, работала преподавателем со спецификацией в области специальной педагогики, после рождения третьего сына перешла на работу бухгалтером в банке «Яхав», где проработала до пенсии, а после выхода на пенсию была добровольцем в сфере специальной педагогики.
В семье было восемь детей: старший сын Йосеф Шимшон (Йоши) (род. 1971) (прошедший службу в армии боевым фельдшером в военно-инженерной роте бригады «Голани»), дочь Ципи (служившая в армии в качестве учительницы и затем начавшая гражданскую карьеру архитектора), сам Ави (который был третьим по старшинству из детей семьи) и сыновья Амихай (род. 1979) (окончивший срочную службу заместителем командира роты в 890-м батальоне бригады «Цанханим» и служивший командиром роты в ходе резервной службы, работая в Израильском обществе охраны природы), Х. (род. 1980) (служивший пилотом в ВВС), Нетанель (род. 1983) (служивший заместителем командира роты спецподразделения «Эгоз», несмотря на ранение, полученное в 2002 году от взрыва гранаты в ходе теракта в Ацмоне), А. (род. 1984) (служивший командиром роты в спецподразделении «Маглан» и командиром оперативного отдела засекреченного подразделения) и И. (род. 1987) (служивший командиром учебного взвода спецподразделения «Эгоз»). Таким образом, шестеро из детей семьи получили офицерское звание. В 2011 году вырастившие их Эфраим и Шошана Блут получили Премию имени Бегина, присуждаемую за вклад в пользу еврейского народа и достижения сионистской деятельности.
В разгаре Первой Интифады семья переехала в Халамиш (Неве-Цуф), избрав проживание в еврейском поселении на Западном берегу реки Иордан по идеологическими соображениям.
Ави Блут окончил религиозно-сионистскую школу имени Гиммельфарба в Иерусалиме, а затем учился в мехине «Бней-Давид» в Эли.

### Военная карьера
В 1994 году был призван на службу в Армию обороны Израиля, начал службу в 890-м батальоне «Эфа» (ивр. אפעה‎) воздушно-десантной бригады «Цанханим». Служил бойцом в батальоне, затем окончил офицерские курсы и вернулся в батальон на должность командира взвода.
С 1999 по 2000 год командовал передовой ротой (ивр. פלוגת החוד‎) батальона, в этой должности принял участие в боевой деятельности в южном Ливане и в выводе израильских войск из южного Ливана. Затем командовал ротой в Офицерской школе, после чего был назначен заместителем командира спецподразделения «Маглан».
Затем вышел в отпуск на учёбу в Еврейском университете в Иерусалиме, после чего, с 2005 по 2007 год, служил главой канцелярии главы Командования сухопутных войск, генерал-майора Бени Ганца. После этого прошёл учёбу в Колледже полевого и штабного командного состава.
В 2008 году был повышен в звании до подполковника (сган-алуф) и вступил на должность командира 101-го батальона «Петен» бригады «Цанханим». Командовал батальоном в рамках деятельности в северной части сектора Газа в ходе операции «Литой свинец»; во время операции по вызволению из здания в секторе Газа трёх раненых солдат получил боевые ранения от попадания пули в нижнюю часть позвоночника и осколка гранаты в кисть руки, однако после длившейся неделю госпитализации вернулся командовать батальоном.
С 2010 по 2012 год возглавлял спецподразделение «Маглан».
15 августа 2012 года был повышен в звании до полковника (алуф-мишне) и назначен командиром территориальной бригады «Йехуда» (ивр. חטמ"ר יהודה‎), ответственной за южную часть Западного берега реки Иордан, включая город Хеврон. Исполнял это должность до 28 мая 2014 года, после чего вышел в отпуск на учёбу в Военном колледже Армии США в Карлайле, Пенсильвания.
1 июля 2015 года вступил на должность командира резервной воздушно-десантной бригады «Хицей ха-Эш», параллельно командуя курсом командиров батальонов. Помимо прочего, командовал учениями бригады по ведению боевых действий в условиях городской застройки для подготовки к деятельности в секторе Газа, а также рядом других учений. Исполнял эти должности до 19 июля 2017 года.
С 17 августа 2017 года по 2 сентября 2018 года командовал бригадой специального назначения «Оз». В период исполнения должности, 14 июня 2018 года, автомобиль Блута был взломан, и из него были похищены секретные документы; в отношении Блута был проведён дисциплинарный процесс перед Командующим Центральным военным округом генерал-майором Надавом Паданом, который решил удовольствоваться объявлением Блуту выговора.
16 августа 2018 года был повышен в звании до бригадного генерала (тат-алуф) и назначен на должность Военного секретаря премьер-министра Израиля. 4 января 2019 года в личное дело Блута было внесено замечание Начальника Генштаба, генерал-лейтенанта Гади Айзенкота, за то что Блут несвоевременно передал армии инструкцию премьер-министра приостановить эвакуацию незаконного еврейского форпоста Амона на Западном берегу реки Иордан. Исполнял данную должность до 29 июля 2021 года.
14 октября 2021 года вступил на пост командира территориальной дивизии Иудеи и Самарии, ответственной за территорию Западного берега реки Иордан. В период Блута на посту дивизия под его командованием вела интенсивную деятельность по противостоянию палестинскому террору на Западном берегу реки Иордан, включая проведение операции «Дом и сад» в городе Дженин в июле 2023 года и сдерживание попыток возобновления террористической деятельности на Западном берегу реки Иордан в первые месяцы начавшейся в октябре 2023 года войны в секторе Газа. Командовал дивизией до 20 декабря 2023 года.
6 декабря 2023 года было принято решение о назначении Блута на должность командира Межвойскового колледжа полевого и штабного командного состава, Блут вступил на эту должность в феврале 2024 года.
2 мая 2024 года было опубликовано решение министра обороны Йоава Галанта и Начальника Генштаба генерал-лейтенанта Херци Ха-Леви назначить Блута на должность Командующего Центральным военным округом. 20 июня 2024 года Блуту было присвоено звание генерал-майора (алуф), а 8 июля 2024 года он вступил на должность Командующего Центральным военным округом, сменив на посту генерал-майора Йехуду Фукса.
С начала деятельности Блута на должности нарастала эскалация в противостоянии сил округа под командованием Блута с палестинским террором в Самарии на Западном берегу реки Иордан. С августа по октябрь 2024 года Блут командовал силами округа в антитеррористической операции «Летние лагеря» в лагере беженцев города Дженин, лагере беженцев Нур-Шамс в городе Тулькарм и других населённых пунктах Самарии и севера Иорданской рифтовой долины, а в январе 2025 года силы округа под командованием Блута начали антитеррористическую операцию «Железная стена», нацеленную на продолжение борьбы с боевиками в Дженине и в других городах Самарии. По совместной инициативе Блута и командира дивизии Иудеи и Самарии бригадного генерала Яки Дольфа, в районах ведения боевых действий в ходе операции операции «Железная стена» были приняты правила, схожие с правилами, применяющимися в секторе Газе, и позволяющие без предупредительного выстрела открывать огонь на поражение по лицам, копающимся в земле, вследствие подозрения о намерении заложить взрывустройство, а также позволяющие стрелять по автомобилям, приближающимся к армейским КПП с территории зон боевых действий.

### Образование и личная жизнь
За время военной службы Блут получил степень бакалавра Еврейского университета в Иерусалиме (в области философии, экономики и политологии) и степень магистра Военного колледжа Армии США (в области стратегического мышления).
Женат на Ади Блут, главе филиала мехины «Цахали» в кибуце Квуцат-Явне. У пары шесть дочерей. Проживает в религиозном общинном поселении Нехуша в региональном совете Мате-Йехуда.

## Публикации
- Блут А. Вечно ли будет пожирать меч — между тактическим и стратегическим (иврит) = הלנצח תאכל חרב — בין הטקטי והאסטרטגי // Маарахот. — 2021. — Vol. 489. Архивировано из оригинала 1 августа 2021 года.
- Блут А. Коммандо — с тех пор и навсегда (иврит) = קומנדו — מאז ולתמיד // Бейн ха-Ктавим. — 2021. — Vol. 31—32. — P. 73—91. Архивировано 5 апреля 2022 года.